# Radziechów (województwo dolnośląskie)
Radziechów (do 1945 Märzdorf) – wieś w Polsce położona w województwie dolnośląskim, w powiecie złotoryjskim, w gminie Zagrodno.

## Podział administracyjny
W latach 1975–1998 miejscowość administracyjnie należała do województwa legnickiego.

## Demografia
Według Narodowego Spisu Powszechnego (III 2011 r.) liczył 537 mieszkańców. Jest czwartą co do wielkości miejscowością gminy Zagrodno.

## Zabytki
Do wojewódzkiego rejestru zabytków wpisane są:
- kościół pw. Nawiedzenia Najświętszej Marii Panny, z XVI-XX w.
- ruina wiatraka holendra, z końca XIX w.

inne zabytki:
- ruiny zamku, z XVI wieku[7]